# 고흥 소록도 자혜의원 본관
고흥 소록도 자혜의원 본관(高興 小鹿島 慈惠醫院 本館)은 대한민국 전라남도 고흥군 도양읍 소록리에 있는 일제강점기의 건축물이다. 2003년 5월 27일 전라남도의 문화재자료 제238호로 지정되었다.

## 개요
소록도 자혜의원은 1916년 2월 24일 시행된 조선총독부령 제7호에 의한 조선총독부 지방관에 따라 전라남도 소록도 자혜의원으로 설립되어 1917년 5월 17일 개칭한 한센병(노르웨이 의사 한센이 1873년 처음 나균을 발견하여 한센병이라 함) 진료를 위한 의료시설이다.

## 참고 자료
- 고흥소록도자혜의원본관 - 국가유산청 국가유산포털